# La Tablada
La Tablada è un comune dell'Argentina, situato nella provincia di Buenos Aires.